# Incidente de Shaoguan
El incidente de Shaoguan fue un disturbio civil que tuvo lugar en la noche del 25 al 26 de junio de 2009 en la ciudad-prefectura de Shaoguan, provincia de Cantón, en China. Una violenta disputa estalló entre trabajadores migrantes de etnia uigur y de etnia han en una fábrica de juguetes, como resultado de las acusaciones del asalto sexual a una mujer han. El incidente resultó en dos uigures muertos y cerca de ciento dieciocho personas heridas.
El evento fue ampliamente citado como el acontecimiento detonante de los disturbios en Ürümqi de julio de 2009, que aparentemente empezaron como una protesta callejera pacífica que exigía acción oficial por la muerte de los dos uigures en Shaoguan. El gobierno chino negó que hubiera existido alguna violación y sostuvo que el evento sirvió como un pretexto para el disturbio étnico en Ürümqi. Tras los juicios llevados a cabo en octubre de 2009, una persona fue ejecutada y varias otras fueron sentenciadas a prisión de por vida o a períodos de entre cinco o siete años de cárcel.

## Antecedentes
La fábrica donde se produjo el incidente era la Fábrica de juguetes (旭日玩具厂) Xuri («Luz temprana»), propiedad de la compañía Early Light International (Holdings) Ltd. con base en Hong Kong, el fabricante de juguetes más grande del mundo. La fábrica de la compañía en el distrito de Wujiang, en Shaoguan, emplea a unos 16 000 trabajadores. A instancias de las autoridades de Guangdong, la fábrica contrató a 800 empleados de Kashgar, en la Región Autónoma Uigur de Xinjiang, como parte de un programa étnico que reubicó a 200 000 jóvenes uigures desde inicios de 2008. Según The Guardian, la mayoría de obreros firmó un contrato de uno a tres años antes de viajar a los dormitorios de las fábricas en el sur. Además de sus salarios, que fluctuaban entre 1000 y 1400 yuanes al mes, muchos recibían comida y alojamiento gratuitos. Para la mayor parte de estos trabajadores procedentes de Kashgar era la primera vez en sus vidas que se alejaban de casa para trabajar. El Far Eastern Economic Review publicó que las autoridades de Guangdong iniciaron un polémico plan para enviar trabajadores [uigures] a las fábricas de Guangdong ante la escasez continua de mano de obra. Los jóvenes trabajadores, cuyas familias denunciaron que se vieron obligadas a enviar a sus hijos al sur, a menudo carecían de habilidades lingüísticas básicas en chino y les resultaba difícil adaptarse a la cultura han dominante. El The New York Times citó al Xinjiang Daily al sostener en mayo que el 70 % de los jóvenes uigures se habían «registrado para el empleo voluntariamente»; sin embargo, los residentes de Kashgar afirmaron que las familias de aquellos que se negaron a marcharse eran amenazadas con multas de un valor equivalente a seis meses de trabajo.
Un funcionario encargado de los asuntos étnicos y religiosos en Guangdong declaró que la provincia había contratado a uigures, de edades que fluctuaban de 18 a 29 años, en mayo. Un pequeño grupo de uigures llegó el 2 de mayo y los trabajadores de la fábrica remarcaron que las relaciones entre ambos grupos (uigur y han) se deterioraron cuando se incrementó el número de uigures. Los medios estatales confirmaron que todos los trabajadores eran del condado de Shufu en la prefectura de Kashgar. La ONG China Labor Watch informó que trabajadores de la fábrica de Shaoguan, donde los uigures estaban empleados, ganaban 28 yuanes diarios comparados con los 41,3 yuanes pagados en su fábrica en Shenzhen. Además, determinaron que los derechos laborales, tanto de los han como de los uigures, eran frecuentemente violados por abusos verbales de los supervisores de las fábricas, horas extra no pagadas, condiciones pobres de habitación y contratos laborales ilegales. Li Qiang, director ejecutivo de China Labor Watch, declaró que los bajos salarios, largas horas y malas condiciones laborales, combinadas con la incapacidad para comunicarse con sus colegas, exacerbaron la desconfianza profundamente arraigada entre los han y los uigures.

## Causas y eventos
Durante la noche del 25 al 26 de junio, las tensiones estallaron en la fábrica, lo que llevó a una reyerta étnica entre los uigures y los han. Como resultado de la pelea, dos uigures murieron y 118 personas resultaron heridas, 16 de las cuales de gravedad. De los heridos, 79 eran uigures y 39 han. Se movilizaron 400 policías y 50 vehículos antimotines.
Fuentes oficiales señalan que los disturbios comenzaron en torno a las 2 a. m. y existen reportes de que duraron hasta por lo menos las 4.30 a. m., hora en que llegó la policía. Se informó de un disturbio inicial alrededor de las 11 p. m., cuando guardias de seguridad respondieron a una llamada de ayuda de una trabajadora que se sintió intimidada por varios uigures que cantaban. Luego, dos docenas de trabajadores han, armados con bastones y barras de metal, respondieron y pidieron refuerzos por medio de sus teléfonos.
Los uigures sostuvieron que los ataques se iniciaron después del cambio de guardia nocturno alrededor de las 12.30 a. m., cuando turbas de trabajadores han irrumpieron en los dormitorios uigures y empezaron a lanzar golpes indiscriminados. Videos de aficionados publicados en Internet muestran ataques brutales y a los han persiguiendo a uigures a través de las plantas del dormitorio. Un hombre dijo haber visto que la seguridad fue sobrepasada por la llegada de turbas del exterior; también dijo que era de conocimiento común que los extranjeros traían machetes. Testigos han y uigures entrevistados por la prensa internacional creían que las bajas habían sido subestimadas por las autoridades: un han afirmó haber matado a siete u ocho uigures; los uigures citaron asaltos «despiadados» a quienes ya estaban en ambulancias. Los disturbios se detuvieron poco después de la llegada de la policía. Un oficial de policía explicó su retraso en llegar a la escena debido a las dificultades en reunir suficientes refuerzos. Los dos fallecidos fueron más tarde identificados como Aximujiang Aimaiti y Sadikejiang Kaze, ambos originarios de Xinjiang.

### Rumores de violación
De acuerdo con la emisora de radio Voz de América, los disturbios estallaron por acusaciones de una mujer han de haber sido asaltada sexualmente por uigures y por rumores de un incidente en el cual dos trabajadoras han fueron asaltadas sexualmente por seis colegas uigures en la fábrica. Las autoridades declararon que los rumores eran falsos y habían sido iniciados por un antiguo compañero de trabajo que estaba descontento. Por su parte, Xinhua, la agencia oficial de noticias del gobierno de la República Popular China, sostuvo que un hombre de apellido Zhu «falsificó la información para expresar su descontento» por no poder encontrar un nuevo empleo tras renunciar a su trabajo en la fábrica.
Un relato no confirmado de un trabajador de la fábrica, publicado por Apple Daily, relataba que varias trabajadoras habían sido violadas y que el primer caso ocurrió el 14 de junio, lo que supuestamente resultó en el despido del violador. Varios días después, otra trabajadora fue presuntamente arrastrada a un dormitorio donde fue violada por un grupo. El sospechoso fue arrestado por la policía, pero fue liberado varios días después. Aparentemente, la administración no habría tomado acciones tras una tercera violación. The Guardian conjeturó que casi todo el mundo había oído los rumores de violación.
También según Apple Daily, un extrabajador de la fábrica afirmó en el portal de Internet Tianya Club que la primera víctima fue violada por tres trabajadores uigures en los bosques de la parte trasera de la fábrica; otra violación grupal supuestamente habría ocurrido en un dormitorio uigur una semana después, lugar de donde los guardias de seguridad sacaron a la víctima que se habría encontrado desnuda. Se acusó a la fábrica de haberle ofrecido ¥10 000 de dinero por su silencio. Tras la erupción de los disturbios en Ürümqi de julio de 2009, la policía mantuvo la versión de que no habían existido casos de violación en la fábrica Xuri.

## Respuestas
La policía declaró que sus investigaciones no encontraron evidencia de que hubiera tenido lugar alguna violación. El portavoz del gobierno de Shaoguan, Wang Qinxin, lo llamó «un incidente muy ordinario», que había sido exagerado para fomentar el descontento; sin embargo, The Guardian destacó que videos de la violencia y fotografías de las víctimas empezaron a circular rápidamente en Internet gracias a los grupos uigures en el exilio, junto con afirmaciones de que el número de muertos era mayor que el informado y que la policía fue lenta en actuar; las protestas en Ürümqi fueron organizadas por correo electrónico.
Xinhua informó que las autoridades de Guangdong habían arrestado a dos personas sospechosas de haber difundido rumores en línea, según los cuales habrían tenido lugar asaltos sexuales contra mujeres han. Además, el 7 de julio de 2009 publicó que 13 sospechosos habían sido aprehendidos tras el incidente, de los cuales 3 eran uigures de Xinjiang. Xinhua citó a Huang Jiangyuan, de 23 años de edad, quien declaró que estaba molesto por haber sido rechazado para un trabajo en junio en la fábrica de juguetes y, por ello, publicó un artículo en un foro de sg169.com el 16 de julio con el rumor de que seis muchachos de Xinjiang habían violado a dos muchachas inocentes en la fábrica de juguetes de Xuri; Huang Zhangsha, de 19 años de edad, fue detenido por escribir en su espacio de chat en línea el 28 de julio que ocho personas de Xinjiang habían muerto en la pelea de la fábrica. Kang Zhijian, subdirector de la Oficina de Seguridad Pública de Shaoguan, afirmó que los delincuentes se enfrentarían hasta 15 días de detención administrativa.
El 8 de julio de 2009, Xinhua publicó una entrevista con Huang Cuilian, la "muchacha han" cuya supuesta violación provocó los disturbios. La obrera de 19 años, procedente de la zona rural de Guangdong y que había trabajado en la fábrica por menos de dos meses, declaró lo siguiente: «Estaba perdida y entré al dormitorio equivocado y grité cuando vi a esos jóvenes uigues en la habitación [...] Solo sentí que no eran amigables, así que me di media vuelta y corrí». Asimismo, relató cómo uno de ellos se levantó y golpeó el suelo con sus pies como su fuera a perseguirla: «Más tarde, me di cuenta que solo se estaba burlando de mí». Afirmó que solo se enteró horas más tarde que ella había sido la causa de la violencia.
Las autoridades de Shaoguan trasladaron a los trabajadores uigures a un alojamiento temporal y el 7 de julio fueron transferidos a otro edificio, propiedad de la empresa Early Light, situado a 30 km, en el pueblo Baitu. La fábrica de Baitu es actualmente considerada un enclave uigur con instalaciones deportivas, comedores que sirven comida de Xinjiang, una clínica con un equipo médico permanente y agentes de policía encubiertos. De acuerdo al South China Morning Post, el personal Kashgar habría sido incapaz de mezclarse con colegas en su ubicación previa debido a la barrera lingüística: un trabajador de una tienda local estimó que menos de uno de cada tres uigures hablaba chino mandarín. Dos meses después, el South China Morning Post encontró a pocas personas dispuestas a hablar sobre los eventos de esa noche. Oficialmente, se afirma que se concedieron las solicitudes de repatriación a los 50 trabajadores uigures que las pidieron después de los disturbios; sin embargo, esta declaración ha sido impugnada por los uigures.
Abdukeyum Muhammat, secretario interino del Comité del Partido Comunista en la Prefectura de Xinjiang, lideró un equipo de trabajo en Shaoguan el 27 de junio. Zhou Yongkang, miembro responsable de seguridad del Politburó, habría visitado Shaoguan a inicios de septiembre de 2009. El 5 de agosto, Xinhua informó que la policía china había arrestado a Kurban Khayum, un chef de un restaurante árabe en Guangzhou, que dicen habría confesado ser un agente del Congreso Mundial Uigur y que supuestamente habría propagado rumores que fueron luego usados como un pretexto para hacer estallar los disturbios en Ürümqi del 5 de julio. Xinhua sostuvo que Kurban Khayum había elaborado un informe, según el cual «la pelea en la fábrica había causado la muerte de 17 a 18 personas, incluyendo a tres mujeres», que envió en un correo electrónico a Rebiya Kadeer.
El 10 de octubre de 2009 en la Corte Popular intermedia de Shaoguan, Xiao Jianhua (肖建华) fue sentenciado a muerte por ser el «principal instigador» de la violencia; mientras que Xu Qiqi (许其琪) recibió una sentencia de por vida por asesinato; otras tres personas fueron sentenciadas a penas de cárcel de siete a ocho años, bajo el cargo de asalto. Ese mismo día, la Corte Popular del distrito de Wujiang, en Shaoguan, encarceló a otros tres trabajadores han y a tres uigures por participar en la pelea, los cuales fueron sentenciados a penas de cinco a siete años de cárcel.